# 香港小交響楽団
香港小交響楽団（ホンコンしょうこうきょうがくだん）は、1990年に設立された香港のオーケストラ。

## 概要
1999年に改編し、葉聡が総監督を務める。2002年に葉詠詩が指揮者に就任（現名誉音楽監督）、2023年からクリストフ・ポッペンが音楽監督を務める。